# ピヴァ川 (モンテネグロ)
ピヴァ川（セルビア語: Пива）は、モンテネグロ国内とモンテネグロ・ボスニア・ヘルツェゴビナ国境を流れる河川である。ゴリヤ山地に端を発し、35kmを経てタラ川と合流してドリナ川に改名する。

## 流路

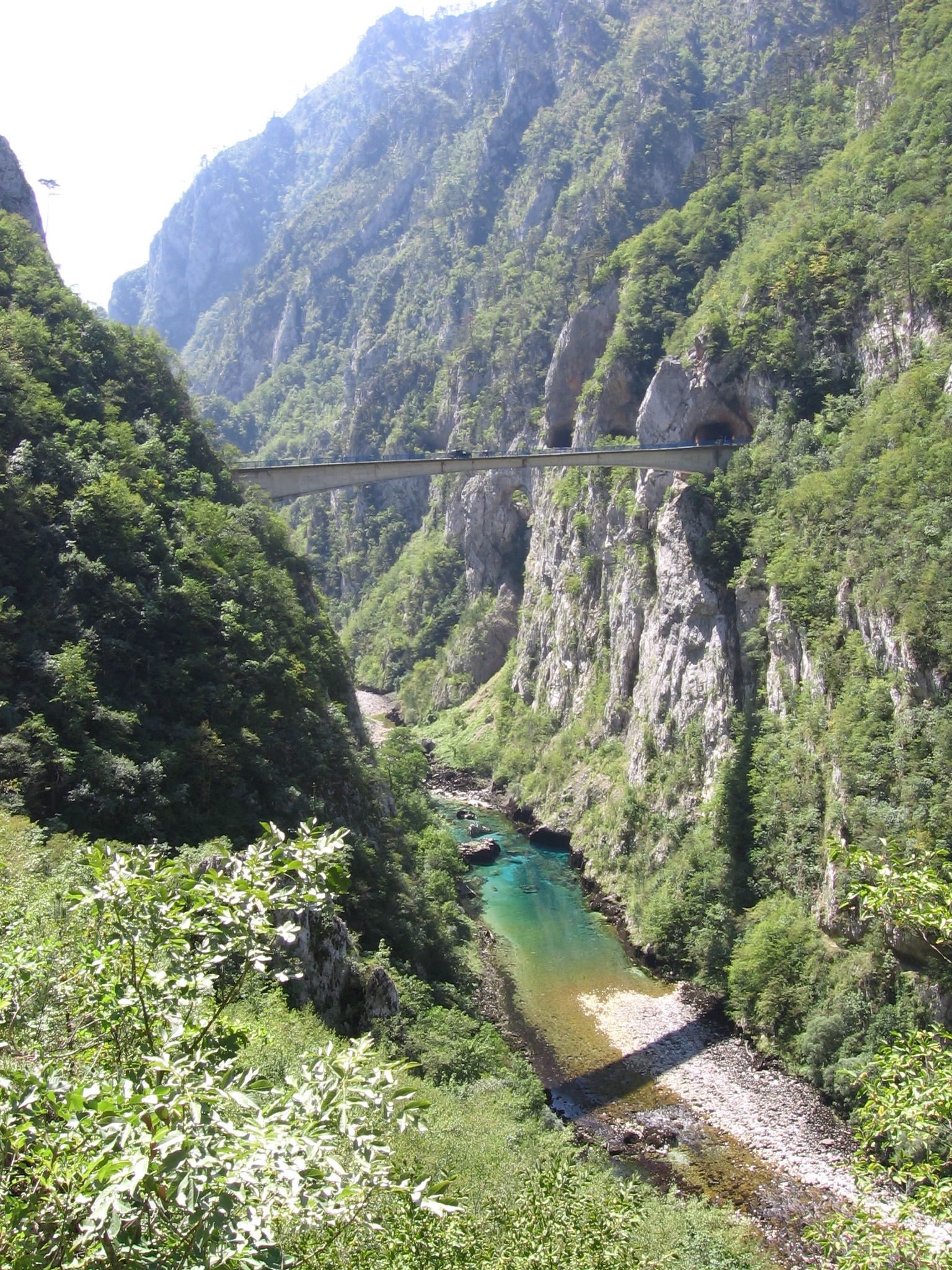
ムラティニェダム下流から望む橋梁

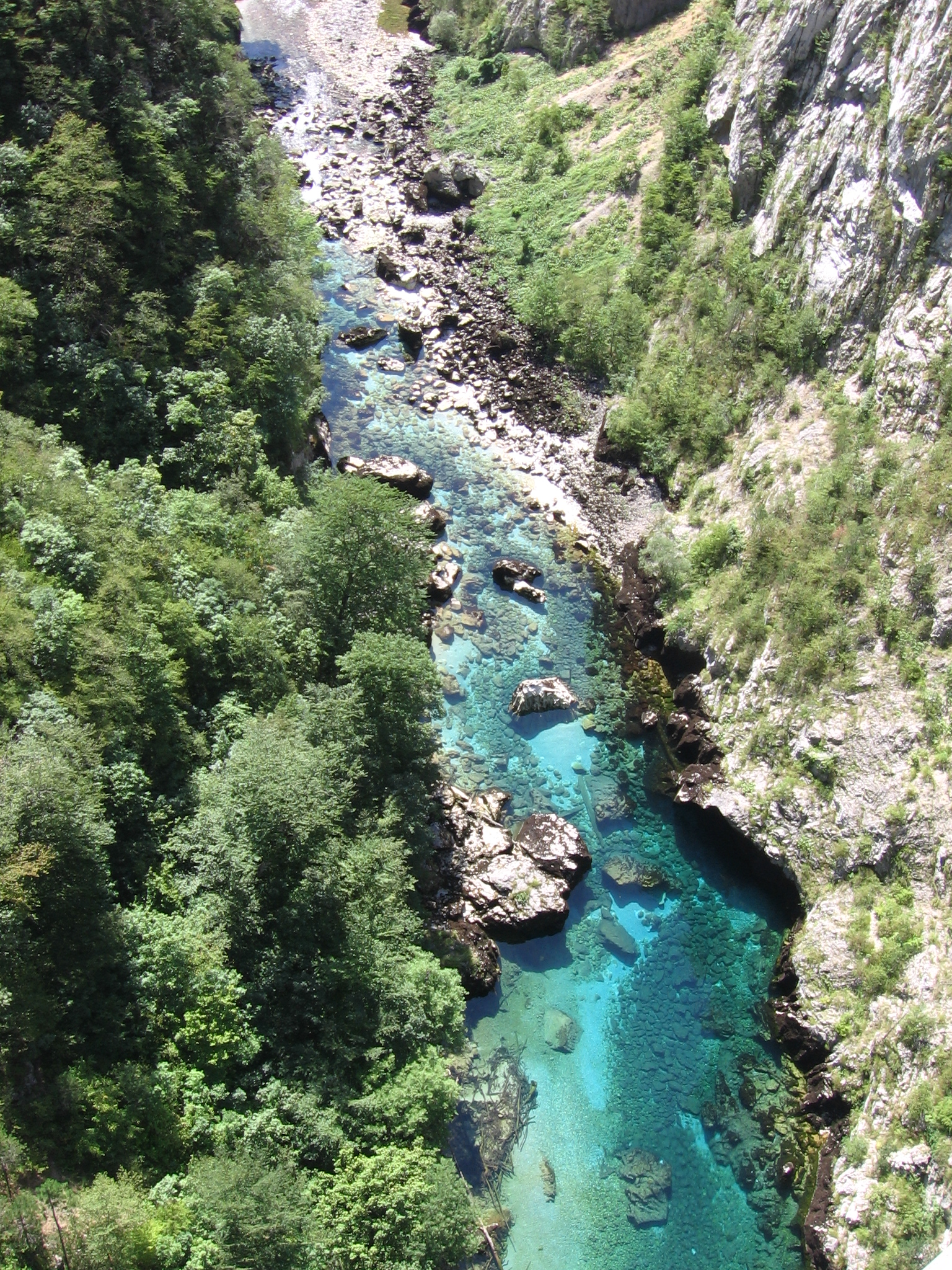
上記の橋梁から見た渓谷

源流はゴリヤ山地にあるシニャツ源泉（Сињац）である。この源泉は単にピヴァ川源泉と呼ばれる事もあり、位置的にはピヴァ修道院にほど近い。
1kmもしないうちにコマルニツァ川が合流してくる。この河川は上流に向かうとゴブヴィツァ川、トゥシナ川となるため、最後に合流するドリナ川と併せて、「五つの名前を持つ河川」などと呼ばれることもある。
ピヴァ川はその後ビオチ山、ヴォルヤク山、マグリッチ山等の合間を長さ33km、深さ1200mの渓谷を作りながら流下し、ムラティニェダムによって形成されたピヴァ湖に達する。ダムは高さ220m、湖も12.5km2あり、ダムの高さはヨーロッパ有数、湖の大きさも同国二位となっている。
その後も河川は北上を続け、シュチェパン・ポリェでタラ川と合流してドリナ川に改名する。最後の3kmはモンテネグロとボスニア・ヘルツェゴビナの国境になっている。

## ピヴァ高地
ピヴァ川流域にはピヴスカ・ポヴルシュ（Pivska Površ, Пивска Површ）という石灰岩の高地がある。ドゥルミトルとマグリッチ山、レブルシュニク山に囲まれた地帯の事を指し、長さ55km、幅30km、標高は1200mから2159mに及んでいる。ピヴァ川がこの高地を東西に分割しており、西側をピヴスカ・ジュパ（Pivska Župa, Пивска Жупа）、東側をピヴスカ・プラニナ（Pivska Planina, Пивска Планина）と呼ぶ。人の居住は疎らで、主に牧羊が営まれている。